# Diego Baldenweg
Diego Baldenweg (12 dicembre 1979) è un compositore di colonne sonore svizzero naturalizzato australiano.

## Biografia
Diego Baldenweg vive in Australia e in Svizzera. Sua madre è la pittrice Marie-Claire Baldenweg e suo padre è il musicista Pfuri Baldenweg. Nel 2004 fonda insieme a sua sorella Nora e a Lionel Vincent la casa discografica Great Garbo.
Insieme compongono e producono musica per 20 lungometraggi e circa 250 campagne pubblicitarie. Nel 2006 ricevono due premi dal Dipartimento federale dell'interno (EDI) e nel 2010 il premio SUISA per la miglior colonna sonora (lungometraggio: 180°- Amok) al Festival internazionale di Locarno. Nel 2017 vengono nominati per gli Oscar con il cortometraggio La femme et le TGV con Jane Birkin per la loro colonna sonora e fanno parte anche dei quattro finalisti del „Music + Sound Award“ (International). Nel 2018 vincono lo Schweizer Filmpreis per la colonna sonora di Die kleine Hexe.
Diego Baldenweg è un membro dell’Accademia cinematografica europea e di quella svizzera, oltre a far parte della Australian Academy of Cinema & Television Arts (AACTA).
 Ha vissuto a Zurigo.

## Filmografia
- 2004: Building the Gherkin (regia di Mirjam von Arx)
- 2004: The Ring Thing (regia di Marc Schippert)
- 2005: Mein Name ist Eugen (regia di Michael Steiner)
- 2005: Undercover (regia di Sabine Boss)
- 2005: Roger Federer - Replay (regia di Christian Neu)
- 2006: Cannabis - Probieren geht über Regieren (regia di Niklaus Hilber)
- 2007: Liebe & Wahn (regia di Mike Huber)
- 2008: Marcello Marcello (regia di Denis Rabaglia)
- 2008: Gehrig kommt! (regia di Marc Schippert)
- 2010: Der letzte Weynfeldt (regia di Alain Gsponer)
- 2010: 180° – Wenn deine Welt plötzlich Kopf steht (regia di Cihan Inan)
- 2012: Draussen ist Sommer (regia di Friederike Jehn)
- 2013: Dinu (regia di Simon Aeby)
- 2013: Hylas und die Nymphen (regia di Lisa Brühlmann)
- 2014: Ziellos (regia di Niklaus Hilber)
- 2015: Amateur Teens (regia di Niklaus Hilber)
- 2016: Lina (regia di Michael Schaerer)
- 2016: La femme et le TGV (regia di Timo von Gunten
- 2017: Die letzte Pointe (regia di Rolf Lyssy)
- 2018: Die kleine Hexe (regia di Michael Schaerer)

## Riconoscimenti
- 2018 – Schweizer Filmpreis – Vincitore „beste Filmmusik “(film: Die kleine Hexe)
- 2017 – Music + Sound Awards (International) – Finalista „best original composition – live action shorts (film: La femme et le TGV)
- 2015 –Art Directors Club – Shortlist „beste Musik “(SWISS LIFE)
- 2014 –Art Directors Club – Shortlist „beste Musik“ (SONY – NEX-5R)
- 2011 – Schweizer Filmpreis – Nomination „beste Filmmusik (film: 180° - AMOK)
- 2010 –  Filmfestival internazionale di Locarno – Premio SUISA perla miglior colonna sonora (film: 180° - AMOK)
- 2006 – Eidgenössischen Departement des Inneren (EDI-Awards) Vincitore „beste Musik “(Commercials: Love Life – Stop Aids)
- 2006 – Eidgenössischen Departement des Inneren (EDI-Awards) Vincitore „beste Musik “(Corporate: Kuoni)

## Discografia

### Singoli
- 'O Sole Mio (Migros Sommersong), Great Garbo 2015
- Cells, Great Garbo 2013
- Colour Symphony No. 2, Great Garbo 2012
- Boats, Saltbay 2010
- Amok (2 Gentlemen), Kutty MC 2010
- Hey Mr. President (feat. Don of the Green Babylon), Los Bimbos 2010
- Undercover, Salbay 2010
- Lucky Girl, Los Bimbos 2010
- Go Go Marcello, Los Bimbos 2009
- Lueg mi Aa (feat. Heidi P), The Alfornos 2005 (TBA 9461-2)

### Album
- Die kleine Hexe / The Little Witch – Original Motion Picture Soundtrack (Kobrow / Great Garbo)
- Die letzte Pointe - Original Motion Picture Soundtrack (Swiss Treasure Records)
- La femme et le TGV – Original Motion Picture Soundtrack (Great Garbo)
- Lina - Original Motion Picture Soundtrack (Great Garbo)
- Summer outside – Original Motion Picture Soundtrack (Great Garbo)
- 180° - Original Motion Picture Soundtrack – 2010 (Great Garbo / Praesens – 642738912271 / 91227)
- Der letze Weynfeldt – Original Motion Picture Soundtrack – 2010 (Great Garbo / Praesens – 642738912264 / 91226)
- Mein Name ist Eugen – Original Motion Picture Soundtrack – 2006 (SonyBMG 82876732352)
- Trash Bag – Feed the Bag – 1997 (GreatGarbo 77751)